# Hotel Moreno
El Moreno Hotel es un hotel boutique que se encuentra en el barrio de Monserrat en la ciudad de Buenos Aires, cercano a la Plaza de Mayo y a la calle Defensa.
Fue establecido en un edificio de oficinas proyectado para Adolfo Hirsch, Bernardo Zollfrei, Bruno y Ricardo Sadler por el arquitecto húngaro-alemán Johannes Kronfuss (1872-1944) en 1929, en estilo art decó y construido por la compañía F. H. Schmidt SA. A lo largo de los años este edificio alojó, entre otros, al Centro de Importadores de Buenos Aires y a la Editorial Kapelusz. En 2006 fue sometido a una remodelación y restauración a cargo del estudio Fernández-Huberman-Otero, para transformarlo en el actual hotel.
Del Moreno Hotel se destaca su decoración con abundancia de cerámicas tanto en el vestíbulo y hall como en el basamento de su fachada. Las piezas fueron confeccionadas por la fábrica Ullersdorfer Werke (UWAG) en Baja Silesia (entonces perteneciente a Alemania), e importadas. En el interior también resaltan cinco vitrales realizados por el pintor de vidrio alemán Gustav van Treeck en Múnich, con temáticas simbólicas (navegación, industria, transporte, ganadería y agricultura).
El establecimiento posee 39 habitaciones de entre 39 y 74 metros cuadrados de superficie, un restaurante y teatro y una sala de conferencias. Fue ganador del premio “Traveller's Choice 2012 en el sitio web de turismo TripAdvisor, basado en opiniones de los usuarios.